# Le Monde de la musique
Le Monde de la musique war eine französische Zeitschrift für klassische Musik, die von 1978 bis 2009 veröffentlicht und dann von Classica übernommen wurde.

## Geschichte
Das Magazin wurde 1978 von Le Monde und der Programmzeitschrift Télérama auf Initiative von Jean-Michel Croissandeau, Verantwortlicher für die redaktionelle Diversifizierung von Le Monde, und Jacques Fauvet, dem damaligen Direktor der Tageszeitung, gegründet. Das Design des Projekts – das sich ursprünglich mit allen Genres von Musik und nicht nur mit klassischer Musik befassen sollte – wurde von Francis Mayor, damals Chefredakteur von Télérama, und einem Redaktionskomitee aus Journalisten beider Mutter-Publikationen entwickelt. Die ersten Herausgeber des Magazins waren Louis Dandrel und Anne Rey, später übernahm Bernard Loiseau die Herausgeberschaft.
2009 wurde das Magazin eingestellt, die Abonnenten wurden auf Classica übertragen. Ein Teil der Leserschaft zog es aber vor, zur Zeitschrift Diapason zu wechseln, die ihre Auflage dank der Einstellung von Le Monde de la musique markant steigern konnte. Auch mehrere Redakteure der eingestellten Zeitschrift traten in die Redaktion von Diapason ein.

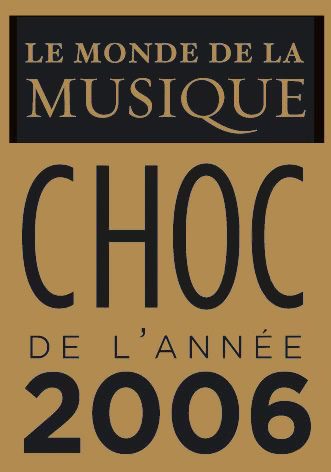
Logo des Choc de l’année

## Redakteure
Bedeutende Redakteure waren Anne Rey, Jacques Drillon, François Pigeaud, Alain Lompech, Thierry Beauvert und Nathalie Krafft.

## Schallplattenauszeichnungen
Das Magazin zeichnete Aufnahmen mit bis zu vier Sternen aus. Besonders herausragende Aufnahmen erhielten den Choc – Le Monde de la musique, die besten am Jahresende den „Choc de l’année“.